# Izba Reprezentantów Maine

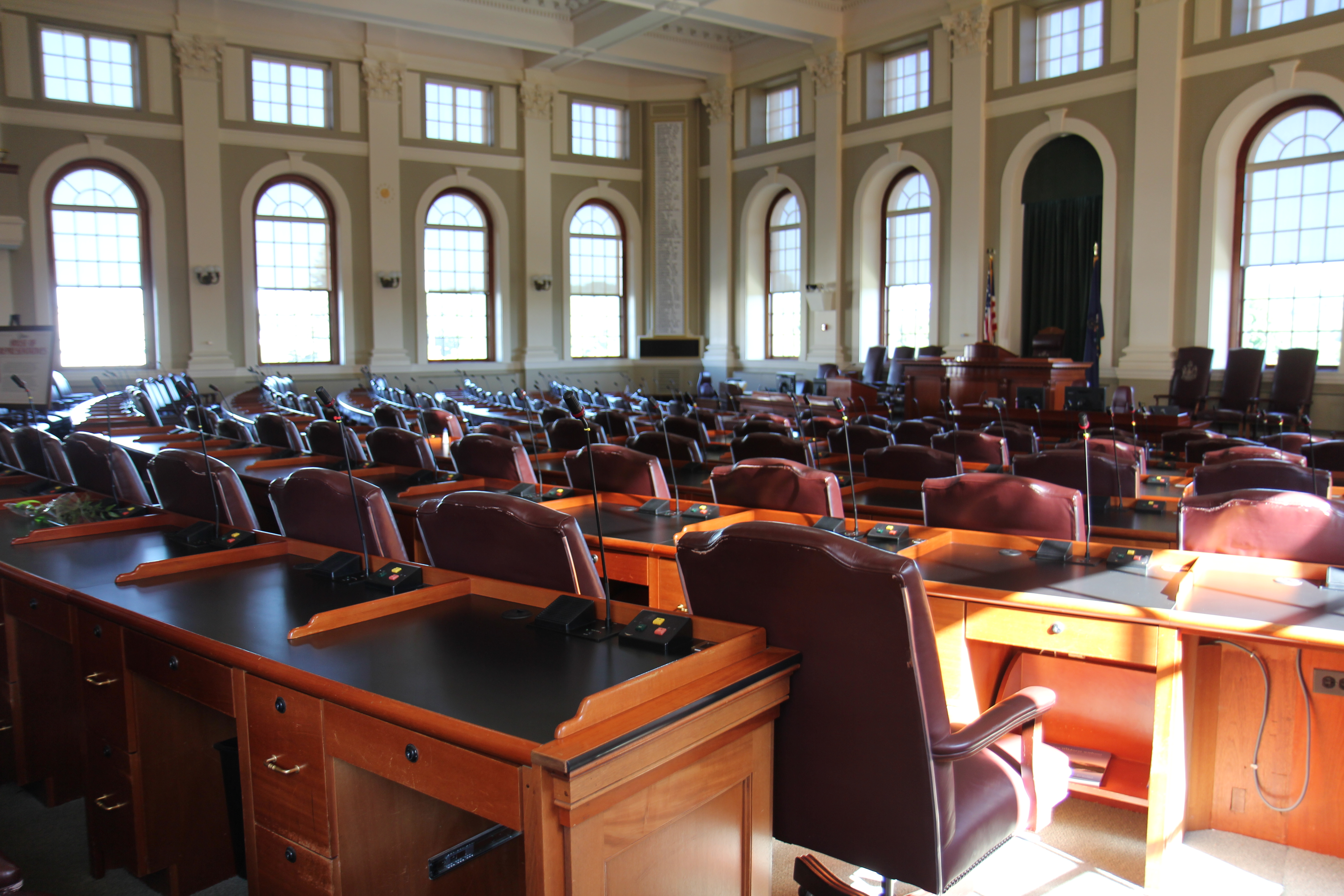
Sala Izba Reprezentantów stanu Maine

Izba Reprezentantów Maine (Maine House of Representatives) – izba niższa Legislatury Maine, parlamentu amerykańskiego stanu Maine. Składa się ze 151 członków wybieranych na dwuletnie kadencje w wyborach bezpośrednich z zastosowaniem jednomandatowych okręgów wyborczych. Deputowany może pełnić swój urząd przez maksymalnie cztery kadencje z rzędu. Po upływie co najmniej jednej kadencji od opuszczenia Izby, może ponownie kandydować na kolejne cztery. Oprócz zwykłych deputowanych, w skład Izby wchodzi także dwóch przedstawicieli zamieszkujących stan plemion indiańskich. Mogą oni wypowiadać się podczas obrad, a sprawach dotyczących ludności rdzennej posiadają także prawo inicjatywy ustawodawczej. Nie mają jednakże prawa do udziału w głosowaniach. 
Ostatnie wybory do Izby odbyły się 4 listopada 2008 roku. Zdecydowaną większość w Izbie zdobyli w nich Demokraci, obsadzając 96 mandatów. 54 miejsca trafiły do Republikanów, a jedno zdobył kandydat niezależny. 
Posiedzenia Izby odbywają się w gmachu Maine State House (zwanym potocznie stanowym Kapitolem) w stolicy stanu, Auguście. 

## Kierownictwo
stan na 7 lipca 2020
- Spiker: Sara Gideon (D)
- Lider większości: Matt Moonen(D)
- Lider mniejszości: Kathleen Dillingham (R)